# Herlufsholm Stadion
Herlufsholm Stadion er et fodboldstadion i Herlufsholm, Næstved som er hjemsted for fodboldklubben, Herlufsholm GF.